# Lissotriton
Lissotriton is een geslacht van salamanders uit de familie echte salamanders (Salamandridae). De groep werd voor het eerst wetenschappelijk beschreven door Thomas Bell in 1839.
Het geslacht telt tien soorten die voorkomen in een groot deel van Europa en een deel van Klein-Azië. Zelfs in Scandinavië en Groot-Brittannië komen soorten voor, terwijl deze streken respectievelijk te koud zijn en te geïsoleerd liggen voor veel amfibieën.
Tot voor kort werden alle soorten ingedeeld onder het geslacht Triturus, waardoor in de literatuur de oude naam vaak wordt gebruikt. Deze gedeeltelijke opsplitsing van het geslacht Triturus heeft als reden het feit dat er een genetisch verband is ontdekt tussen de 'grotere' watersalamanders (Triturus) en de 'kleinere' watersalamanders (Lissotriton).

## Classificatie
Geslacht Lissotriton
- Soort Lissotriton boscai – Spaanse watersalamander
- Soort Lissotriton graecus
- Soort Lissotriton helveticus – Vinpootsalamander
- Soort Lissotriton italicus – Italiaanse watersalamander
- Soort Lissotriton kosswigi
- Soort Lissotriton lantzi
- Soort Lissotriton maltzani
- Soort Lissotriton meridionalis
- Soort Lissotriton montandoni – Karpatensalamander
- Soort Lissotriton vulgaris – Kleine watersalamander